# Alberto Natusch Busch
Pour les articles homonymes, voir Busch.
Alberto Natusch Busch, né le 23 mai 1933 à Riberalta (Beni) et mort le 23 novembre 1994 à Santa Cruz de la Sierra (Santa Cruz), est un militaire et homme d'État bolivien. Après avoir mené un coup d'État sanglant, il est dictateur de son pays du 1er novembre 1979 au 16 novembre 1979. Le Congrès national n'acceptant pas sa nomination, Lidia Gueiler Tejada est nommée présidente par intérim.

## Biographie

### Premières années
Oeuvrant dans les Forces armées boliviennes, Alberto Natusch Busch participe également à la vie politique de son pays lorsqu'il est nommé ministre de l'Agriculture et de l'Élevage et ministre des Affaires paysannes et agricoles sous Hugo Banzer Suárez entre 1974 et 1978.

### Coup d'État
Le coup d'État du 1er novembre 1979 contre le gouvernement civil de Wálter Guevara Arze s'explique en raison du contexte politique des dernières années. La Bolivie est à un moment où les dictatures militaires se succèdent depuis une quinzaine d'années. Le pouvoir démocratique tente de se réimposer, toutefois plusieurs militaires refusent de se résigner et de renoncer à la gestion du pouvoir à laquelle ils étaient habitués depuis plusieurs années. Les partis politiques de l'époque sont en outre incapables d'en arriver à des consensus et il est d'usage pour eux de recourir à des factions militaires leur étant favorables pour faire valoir leur point de vue. 
En effet, les résultats des élections générales de 1979 donnent pour vainqueur présidentiel le candidat de l'Unité démocratique et populaire (UDP), Hernán Siles Zuazo, alors que le Mouvement nationaliste révolutionnaire (MNR), parti arrivé en deuxième place, bénéficie d'une majorité absolue au Sénat et d'une majorité relative à la Chambre des députés. En raison de l'enlisement postérieur aux élections, le Congrès national vote plutôt pour la nomination de Guevara Arze comme président provisoire en attente de la tenue de nouvelles élections. La formation par celui-ci d'un cabinet non partisan crée de l'insatisfaction dans son propre parti. Un groupe conspirateur se forme donc, constitué de membres des forces armées désirant revenir au pouvoir et de quelques membres du MNR et de l'UDP. Ceci conduit donc, le 1er novembre 1979 au coup d'État mené par le colonel Alberto Natusch Busch. 
Cette journée, le colonel Natusch Busch mène un coup d'État sanglant, principalement afin d'éviter la tenue de procès sur les actions commises durant la dictature d'Hugo Banzer Suárez et de dégager le principal auteur de toute responsabilité. L'attaque contre le pouvoir présidentiel se traduira par une centaine de personnes mortes ou disparues et plus de 500 blessés par balle. Des opposants au coup d'État sont tués depuis les airs par des escouades aériennes, notamment à El Alto. 
Bien que la réception du coup d'État par la population est majoritairement négative, certains groupes et personnes soutenaient le colonel Natusch Busch, principalement dans les milieux agricoles et les secteurs populaires des départements du Beni et de Pando où son souci de l'économie agricole et son origine régionale sont remarqués. 
Plus de 42 ans plus tard, le coup d'État mené par Natusch Busch est demeuré impuni et n'a fait l'objet d'aucun procès visant à réprimander les auteurs.  

### Présidence du pays
Une fois au pouvoir, le gouvernement putschiste de Natusch Busch se trouve dans l'impossibilité de gagner la confiance des hommes d'affaires, de la classe moyenne et du peuple en général. Le Congrès national n'avalise pas le coup d'État et prend des mesures contre le régime dictatorial, ce qui pousse les auteurs du coup d'État à chercher à consolider leurs actions de manière violente. Ces derniers ne reçoivent pas le soutien de plusieurs factions de l'armée bolivienne et de la police nationale bolivienne qui refuse de tirer sur la population. 
Dès les premiers jours, le combat entre les forces armées putschistes et la population se solde par d'importantes pertes du côté de la population qui n'était pas préparée contre l'armement dont disposait les forces armées. Il est estimé à 300 le nombre de personnes tuées, en plus de celles disparues,. La Centrale ouvrière bolivienne a déclaré plusieurs grèves générales totalisant environ 5 jours afin de paralyser le gouvernement putschiste, celles-ci sont appuyées par l'ensemble des partis politiques et des travailleurs, notamment ceux œuvrant dans les secteurs miniers, des usines, banquiers et du commerce. 
Faisant face au soulèvement incontrôlable de la population, le président Natusch Busch décrète le 4 novembre 1979, la censure de la presse, l'interdiction de liberté des citoyens, la loi martiale, un état de siège ainsi qu'un couvre-feu. En contrepartie, le Syndicat des travailleurs de la presse de la ville de La Paz prend la résolution de décréter une grève générale de toutes les radios, journaux et autres médias afin de respecter le droit des citoyens à la libre expression et à leurs droits syndicaux et d'association.  
Après 15 jours de violence, le 16 novembre 1979, le colonel Natusch Busch s'échappe en catimini du palais présidentiel, ce qui permet au Congrès national de voter pour la présidente du Congrès, Lidia Gueiler Tejada, comme nouvelle présidente intérimaire dans l'attente de la tenue de nouvelles élections. 